# League of Legends Circuit Oceania
League of Legends Circuit Oceania ( LCO ) là giải đấu Liên minh huyền thoại chuyên nghiệp cấp cao nhất ở Châu Đại Dương, được thành lập vào năm 2021 và được tổ chức bởi ESL , thay thế giải Oceanic Pro League (OPL). được tổ chức bởi Riot Games Châu Đại Dương từ 2015 đến 2020. Có 8 đội tham gia giải đấu. Những đội chiến thắng LCO Split 1 đủ điều kiện tham dự giải đấu giữa Mùa giải (MSI), trong khi những đội chiến thắng Split 2 đủ điều kiện tham dự Giải vô địch thế giới .

## Thể thức thi đấu

### Vòng bảng
- Tám đội tham gia.
- Thi đấu vòng tròn 2 lượt, BO1.
- Năm đội dẫn đấu tiến vào vòng loại trực tiếp.

### Vòng loại trực tiếp
- Năm đội tham gia
- Thể thức nhánh thắng-thua.
  - Đội hạng nhất của vòng bảng được đặt cách vào vòng thứ hai của nhánh thắng
  - Các đội đứng thứ 2 và 3 tham gia vòng một của nhánh thắng.
  - Các đội đứng thứ 4 và 5 tham gia vòng một của nhánh thua

Người chiến thắng trong mỗi giải đấu sẽ đại diện cho Châu Đại Dương tại Mid-Season Invitational và Giải vô địch thế giới Liên Minh Huyền Thoại .

## Đội ngũ phát sóng
| ID        | Tên            | Vai trò             |
| --------- | -------------- | ------------------- |
| Elfishguy | Jordan Mays    | Play-by-Play Caster |
| Skimmy    | Andre Allchin  | Play-by-Play Caster |
| Juves     | Brandon Defina | Color Caster        |
| Rusty     | Zack Pye       | Color Caster        |

## Danh sách đội tuyển
| Đội tuyển           | Vai trò     | Vai trò       | Vai trò    | Vai trò       | Vai trò        |
| Đội tuyển           | Đường trên  | Rừng          | Đường giữa | Đường dưới    | Hỗ trợ         |
| ------------------- | ----------- | ------------- | ---------- | ------------- | -------------- |
| Chiefs Esports Club | Topoon      | Arthur        | Tally      | Raes          | Aladoric       |
| Dire Wolves         | zorenous    | Poltron       | Siuman     | Dante         | Bulldawg       |
| Gravitas            | Tyran/Toppy | N0body/Llenia | DaJeung    | Piglet        | Floppy         |
| Kanga Esports       | Lived       | foreigner     | fighto     | styled leemas | Tieng Sii      |
| MAMMOTH             | papryze     | Meifan        | Reufury    | Voice         | Ali G/rocco521 |
| ORDER               | BioPanther  | Goodo         | Kisee      | Puma          | Corporal       |
| PEACE               | Thien       | LeeSA         | Apii       | Violet Chayon | Beats/gunkrab  |
| Pentanet.GG         | Winterer    | BalKhan       | Yuri       | Praedyth      | Rogue          |

## Thống kê mùa
| Năm  | Giai đoạn | Quán quân           | Á quân              | Hạng ba             | Hạng tư             |
| ---- | --------- | ------------------- | ------------------- | ------------------- | ------------------- |
| 2021 | 1         | Pentanet. GG        | PEACE               | Chiefs Esports Club | Dire Wolves         |
| 2021 | 2         | PEACE               | Pentanet. GG        | Dire Wolves         | ORDER               |
| 2022 | 1         | ORDER               | Chiefs Esports Club | Pentanet.GG         | PEACE               |
| 2022 | 2         | Chiefs Esports Club | Pentanet.GG         | ORDER               | Kanga Esports       |
| 2023 | 1         | Chiefs Esports Club | Team Bliss          | Dire Wolves         | Pentanet.GG         |
| 2023 | 2         | Chiefs Esports Club | Team Bliss          | MAMMOTH             | Vertex Esports Club |
| 2024 | 1         | Ground Zero         | Antic Esports       | Team Bliss          | Kanga Esports       |
| 2024 | 2         | Ground Zero         | Team Bliss          | Antic Esports       | ION Global Esports  |